# José Luis López Vázquez
José Luis López Vázquez de la Torre (Madrid, 11 de març de 1922 - 2 de novembre de 2009) va ser un actor espanyol.

## Biografia
José Luis López Vázquez era fill d'una modista i d'un funcionari de Justícia. El pare abandonà la seva família al cap de pocs anys de néixer el futur actor, que va créixer en una llar formada per la seva mare, el seu oncle i la seva àvia. Es va formar com a actor al Teatro de las Organizaciones Juveniles i en el TEU, però també era figurinista i escenògraf, faceta en què va destacar durant els anys cinquanta i seixanta en obres com El casamiento engañoso de Gonzalo Torrente Ballester, Adèle o la margarita, de Jean Anouilh, El grillo, de Carlos Muñiz o Clerambard, de Marcel Aymé. Gran part d'aquest material (figurins, dibuixos) fou donat per l'actor al Museo del Teatro de Almagro el 2007. Va ser ajudant de direcció de Pius Ballesteros i Enric Ferrers i el 1946 va debutar com a actor amb l'obra El antiquario, al Teatro María Guerrero. La seva carrera cinematogràfica va començar el 1951.
Va formar part de les companyies de Conchita Montes i d'Albert Closas. En aquesta faceta d'actor teatral es recorden especialment les seves actuacions a La plaza de Berkeley, El vergonzoso en palacio, Crimen y castigo, Historia de una escalera, Después de la niebla, Don Juan Tenorio, El calendario que perdió siete días, La dama boba, Las maletas del más allá, El abanico, Kean, Cena de matrimonios, Cartas credenciales, ¡Amoor!, Equus, La muerte de un viajante i El manifiesto, entre d'altres. Al cinema va interpretar en un principi papers còmics fent parella amb Gracita Morales, però cap als anys seixanta va començar a actuar en pel·lícules dramàtiques i va arribar a aparèixer en més de 200 llargmetratges, dels quals en rodava diversos a l'any: el 1971 va aparèixer com a actor a ni més ni menys que onze films. La majoria són comèdies a l'ús signades pels prolífics directors José María Forqué, Pere Lazaga i Mariano Ozores, però altres vegades són treballs de més entitat per a directors com Carlos Saura, Jaime de Armiñán, Pedro Olea, Antonio Mercero, Manuel Gutiérrez Aragón, Mario Camus, Juan Antonio Bardem, Marco Ferreri i Luis García Berlanga.
Entre els seus treballs per al cinema destaquen títols com Plácido, El verdugo, Peppermint Frappé, Atraco a las tres, La prima Angélica i la trilogia de Patrimonio nacional, de Luis García Berlanga, amb qui va arribar a rodar deu pel·lícules. També va interpretar migmetratges, en aquest gènere va ser el protagonista de La cabina, d'Antonio Mercero, que va guanyar un Emmy el 1973. També ha treballat amb directors nord-americans, com George Cukor a Viajes con mi tía (1972), i que va intentar emportar-se'l a Hollywood. En televisió ha protagonitzat les sèries Este señor de negro (1975-1976) i Los ladrones van a la oficina (1993-1996).
Va estar casat amb l'actriu Ana María Ventura, i després es va relacionar amb Catherine Magerus, amb la qual no va poder casar-se a causa de la inexistència de divorci i de la qual va tenir dos fills, José Luis, dedicat al cinema i Virginia, morta el 1994. Posteriorment va tenir dues filles amb la periodista Flor Aguilar; en els seus últims dies es va relacionar amb l'actriu Carmen de la Maza.
Entre altres premis, va obtenir els premis espanyols: Ricardo Calvo (1982), el de l'Espectador i la Crítica (1982), la Medalla d'Or al Mèrit en Belles Arts, la Medalla d'Or al Mèrit en el Treball i el Premi Nacional de Teatre. També li van concedir la I edició del Premi Nacional de Teatre Pepe Isbert, que atorga l'Associació d'Amics de Teatre Circ d'Albacete, avui Amics dels Teatres d'Espanya (AMITE).
L'actor va morir el 2 de novembre de 2009 a Madrid, als 87 anys, després d'una llarga malaltia. La capella ardent es va instal·lar al Teatro María Guerrero, que és on havia iniciat la seva carrera d'actor 63 anys abans.

### Pel·lícules
- Novio a la vista (1954)
- La vida en un bloc (1956)
- Muchachas de azul (1957)
- Los jueves, milagro (1957)
- El pisito, 1959
- El cochecito, 1960
- Plácido, 1961
- Usted puede ser un asesino, 1961
- Atraco a las tres, 1962
- La gran familia, 1962
- Los palomos, 1964
- La familia y uno más, 1964
- Un millón en la basura, 1967
- Sor Citroën, 1967
- Amor a la española, 1967
- Novios 68, 1967
- El turismo es un gran invento, 1968
- Cuidado con las señoras, 1968
- Objetivo Bi-ki-ni, 1968
- El bosque del lobo, 1971
- Mi querida señorita, 1971
- La cabina (1972)
- Viatges amb la meva tia, 1972
- La prima Angélica, 1972
- Dos chicas de revista, 1972
- No es bueno que el hombre esté solo, 1973
- La escopeta nacional, 1977
- La miel, 1979
- La familia, bien, gracias, 1979
- El divorcio que viene, 1980
- Patrimonio nacional, 1981
- La colmena, 1982
- Juana la loca... de vez en cuando, 1983
- El Cid Cabreador, 1983
- El elegido, 1985
- Mi general, 1987
- Esquilache, 1989
- El llarg hivern, 1992
- Todos a la cárcel, 1993
- Torrente 2, misión en Marbella, 2001 (Breu aparició com el sr. Guijarro)
- El oro de Moscú, 2003
- Luna de Avellaneda, 2004
- ¿Y tú quién eres?, 2007

### Teatre
- El casamiento engañoso, 1943
- La dama boba, 1951
- Cartas credenciales, 1960
- Los Palomos, 1964
- Equus, 1976
- ¡Vade Retro!, 1982
- La muerte de un viajante, 1985
- Un par de chiflados, 1997 (basada en The Sunshine Boys)
- Tres hombres y un destino, 2004.

### Televisió
- Palma y don Jaime (1960)
- Tercero izquierda (1963)
- La cabina (1972)
- Este señor de negro (1975-1976)
- La forja de un rebelde (1990)
- El Quijote de Miguel de Cervantes (1991).
- Los ladrones van a la oficina (1993-1996).
- Café con leche (1998)
- La gran familia... 30 años después (1999)
- El botones Sacarino (2000)
- Cuéntame cómo pasó (2001)
- Periodistas (2002)
- Los Serrano
- Vientos de agua (2006)